# Hala Elkoussy
Hala Elkoussy, är en internationellt verksam egyptisk konstnär, född 1974, som främst arbetar inom video och fotografi. Hon bor och arbetar idag i Amsterdam och Kairo.
Elkoussy gör ofta längre filmprojekt som består av serier med filmer vilka berättartekniskt kan skilja sig åt avsevärt. Vissa filmer har dokumentär prägel medan andra kan vara mer poetiskt spelfilmsberättande. Ett sådant projekt är "On refrains, sets and a backdrop" och ett annat är "On rooftops and other points of view". I hennes videoverk förekommer ofta intervjuer med personer från Kairo och filmerna tar ofta upp frågor om människors relationer och om sociala och materiella strukturer. Inte sällan presenterar hon sina filmiska verk i en rumslig installation tillsammans med exempelvis fotografier och specifika möbler.